# Hollabrunn
Hollabrunn est une ville autrichienne du Weinviertel, capitale du district de Hollabrunn en Basse-Autriche.

## Histoire
La région d'Hollabrunn était déjà habitée à l'époque néolithique.
En 1336 la ville fut dévastée par les troupes de Jean Ier de Bohême (qui fut plus tard allié aux rois de France, et mourut à la bataille de Crécy contre les Anglais).
En 1683 elle fut traversée par l'armée de Jean III Sobieski qui se rendait à Vienne combattre les Turcs.
Le 16 novembre 1805 eut lieu à  proximité la bataille de Schöngrabern qui opposa les troupes de Napoléon aux Russes, peu avant la bataille d'Austerlitz.
D'autres accrochages eurent lieu en 1809, entre Français et Autrichiens.
La ville fut reliée au réseau de chemin de fer en 1872.

## Personnalité liée à la commune
- Heinrich Gross, médecin, est décédé à Hollabrunn en 2005.